# جون ميلر (عسكري)
جون ميلر (بالإنجليزية: John Miller)‏ هو عسكري أمريكي، ولد في 1839 في انتخابية هسن، وتوفي في 8 مارس 1882.